# Гибшман, Евгений Александрович
Евгений Александрович Гибшман (1872—1934) — русский и советский учëный в области изысканий, проектирования и строительства железных дорог. Профессор. Ректор Московского института инженеров путей сообщения (1920—1924).

## Биография
Родился в 1872 году в семье представителя российского дворянского рода Гибшман, Александра Карловича Гибшмана.
В 1890 году окончил с золотой медалью 5-ю Санкт-Петербургскую гимназию, а в 1895 году — Петербургский институт инженеров путей сообщения.
Работал на строительстве железных дорог Пермь-Котлас (1895—1898) и Киев-Ковель (1899—1902). С 1902 года работал в Москве, — на строительстве Московской окружной железной дороги (1902—1909) и новых сооружений на Московско-Курской и Нижегородской железных дорогах (с 1911).
С 1907 года он работал преподавателем, а затем профессором Московского инженерного училища, впоследствии (с 1913) института инженеров путей сообщения.
Один из инициаторов открытия в 1913 году строительно-технического училища московских инженеров и педагогов, на базе которого был создан МИСИ им. В. В. Куйбышева, а позднее Московский государственный строительный университет.
С 1920 по 1924 годы Е. А. Гибшман был ректором МИИПС. Также был деканом строительного факультета и проректором Московского института инженеров железнодорожного транспорта.
С 1920 по 1930 год профессор Е. А. Гибшман возглавлял кафедру «Путь и путевое хозяйство» МИИТ. Занимался преподавательской работой в ряде других вузов.
Умер в 1934 году.

## Семья
Дети:
- Александр Евгеньевич — доктор экономических наук
- Евгений Евгеньевич (1905—1973)
  - Михаил Евгеньевич (1933—1981) — доктор технических наук, профессор, декан МАДИ
  - Елизавета Евгеньевна (род. 1951)
  - Мария Евгеньевна — балерина Музыкального театра им. К. С. Станиславского и Вл. И. Немировича-Данченко.
- Елена Евгеньевна (1907—1990) — преподаватель МГПИ им. Потемкина, с 1960 года — МГПИ им В. И. Ленина (в результате слияния двух ВУЗов)